# Rys (holub)
Rys, též holub rys či polský rys, je plemeno holuba domácího chované především v Německu, v Česku a na Slovensku. Navzdory přídavku "polský" nepochází z území Polska a ani se tam ve větší míře nechová. Je to užitkové plemeno holuba vhodné do extenzivních chovů. Některé chovy jsou čistě okrasné.
Plemeno bylo vyšlechtěno v Západní Haliči v první polovině 19. století z místních polních holubů a bělohrotého slezského voláče. V roce 1870 bylo plemeno dovezeno do Německa.
Je to silný holub, velikostí i hmotností blízký moravskému pštrosovi. Hlava je středně velká, klenutá se stoupajícím čelem, zobák je středně dlouhý s jemným ozobím, oční duhovka má oranžově červenou barvu. Krk je krátký a široce nasazený na široké a svalnaté hrudi. Hruď je vůbec dobře vyvinutá a vyklenutá a zvýrazněná částečným nafouknutím volete ptáka. Záda jsou krátká, široká, lehce se svažují směrem dozadu a ve svém průběhu se klínovitě zužují. Rys má široká, krátká křídla, která dobře přiléhají k tělu, kryjí celá záda a jejichž letky se nad ocasem nekříží. Ocas je krátký, poklesle až skoro vodorovně nesený, stejně tak nohy jsou krátké, široce nasazené, s neopeřenými běháky či prsty. Minimální hmotnost ptáků je 500 g.
Opeření je hladké, dobře vyvinuté. Neprošlechtěnějšími barevnými rázy jsou rysové modří šupkatí a modří bělopruzí. Uznaných rázů je uznaných 16: rys černý, modrý, červený a žlutý bělopruhý, všechny varianty mohou být bělohroté (s bílými ručními letkami) i barevnohroté, černý a modrý šupkatý a červeně a žlutě šupinatý, i tyto rázy mohou být bělohroté nebo barevnohroté a stříbřitý šupkatý, který je nejvzácnějším rázem.